# A MAN OF THE WORLD
『A MAN OF THE WORLD』（ア マン オブ ザ ワールド）は、日本のバンドBRAHMANの通算3枚目のアルバムである。1998年9月1日発売。発売元はTACTICS。

## 概要
- インディーズでは最後となるアルバム。
- 本作の原盤権はレーベル側が所持しているとしてBRAHMANのレーベル移籍後も本作の印税がバンド側に支払われないまま販売が継続されたため、バンドは販売中止を要請。レーベルがこれを拒否したため訴訟問題に発展。一審でバンド側の主張は認められ、レーベルは控訴するが二審で棄却された。
- 上記の訴訟問題に対する自己清算の意味も含め、2009年にバンドは本作と旧作の楽曲を再レコーディングし収録した「ETERNAL RECURRENCE」を発売した。
- 累計では60万枚以上を売り上げた[1]。
- 10曲目のSEE OFFは高校野球や松本山雅FCの応援歌として使われ定番となっている。

## 収録曲
1. THAT'S ALL
作詞:TOSHI-LOW、作曲・編曲：BRAHMAN
2. THERE'S NO SHORTER WAY IN THIS LIFE
作詞:TOSHI-LOW、作曲・編曲：BRAHMAN
3. ANSWER FOR…
作詞:TOSHI-LOW、作曲・編曲：BRAHMAN
4. NEW SENTIMENT
作詞:TOSHI-LOW、作曲・編曲：BRAHMAN
5. TONGFARR
作詞:TOSHI-LOW、作曲・編曲：BRAHMAN
6. GOIN'DOWN
作詞:TOSHI-LOW、作曲・編曲：BRAHMAN
7. CHERRIES WERE MADE FOR EATING
作詞:H.E.R.Barnes、作曲：M.Yoshino、編曲：BRAHMAN
ゴダイゴのカバー
8. NO LIGHT THEORY
作詞:TOSHI-LOW、作曲・編曲：BRAHMAN
川村かおりがコーラスとして参加
9. HIGH COMPASSION
作詞:TOSHI-LOW、作曲・編曲：BRAHMAN
10. SEE OFF
作詞:TOSHI-LOW、作曲・編曲：BRAHMAN
11. 時の鐘
作詞:TOSHI-LOW、作曲・編曲：BRAHMAN

## 演奏
- YUKIMITSU KOBAYASHI：Guest (#7)
- 川村カオリ：Guest (#8)
- UZI YAZI KAMACHI：Guest